# Советская (Ростовская область)
Сове́тская (до 1957 года — Чернышёвская) — станица в Советском районе Ростовской области.
Административный центр Советского района и Советского сельского поселения.

## История
Станица образована в 1853 году на основании решения Войского совета путём разделения юрта станицы Нижне-Чирской. Станица первоначально разместилась на месте хутора Усть-Грязновского. Вновь образованной станице было присвоено имя бывшего военного генерал-адъютанта князя Александра Ивановича Чернышёва. Однако отведенную под станицу Чернышёвскую землю казаки сочли неудобной и в 1857 году депутаты Чернышёвской станицы вновь обратились к наказному атаману с ходатайством о перемене места станицы и попросили разрешения занять земли при Двуречках на месте бывшей слободы Денисовой.
В 1859 году в станице Чернышевской имелось всего 35 дворов, проживало 110 душ мужского и 110 женского пола. В 1873 году в станице имелось уже 172 двора, проживали 565 душ мужского и 575 женского пола. Согласно данным первой Всероссийской переписи населения 1897 года в станице проживало 990 душ мужского и 1059 женского пола. Также к станице относились 31 хутор и 4 временных поселения. Всего в станичном юрте проживало свыше 11 000 человек. Согласно алфавитному списку населенных мест Области войска Донского 1915 года в станице Чернышевской проживало 568 душ мужского и 560 женского пола, имелись станичное и хуторское правления, 2 церкви, 3 школы, почтово-телеграфное отделение, кредитное товарищество, ссудо-сберегательная касса.
3 мая 1922 года Калачево-Куртлакская, Чернышёвская, Чистяковская волости были объединены в одну — Чистяково-Чернышёвскую волость с центром в станице Чернышёвской. На 1 октября 1922 года в волости значилось 44 населенных пункта. Постановлением областной административной комиссии от 3 декабря 1922 года к Чистяково-Чернышёвской волости была присоединена территория Краснокутской волости, а от Чистяково-Чернышёвской часть хуторов передана Обливской волости. Согласно Всесоюзной переписи населения 1926 года в станице Чернышевской Чернышевского сельсовета Обливского района Шахтинско-Донецкого округа Северо-Кавказского края проживало 1486 человек, из них великороссов — 1454.
28 декабря 1934 года на основании постановления Президиума ВЦИК РСФСР о разукрупнении районов Азово-Черноморского края был образован Чернышёвский район Северо-Донского округа (с 1937 года — в составе Ростовской области (в 1954—1957 годах — в составе Каменской области).
В годы Великой Отечественной войны станица сильно пострадала от бомбежек, обстрелов и пожаров. Освобождена 24 ноября 1942 года. В 1957 году переименована в станицу Советскую.
C 1990 года — административный центр вновь образованного Советского района Ростовской области.

## География
Станица расположена в степи, в центральной части Советского района, на правом берегу реки Чира (при балке Двуречка), на высоте около 70 метров над уровнем моря. Рельеф местности холмисто-равнинный, склоны долины реки Чира пересечены балками и оврагами. Почвы пойменные слабокислые и нейтральные, выше по склону — серопески.
По автомобильным дорогам расстояние до областного центра города Ростова-на-Дону составляет 380 км, до ближайшего города Суровикино Волгоградской области — 95 км.
Климат
Климат умеренный континентальный (согласно классификации климатов Кёппена климат характеризуется как Dfa). Температура воздуха имеет резко выраженный годовой ход. Среднегодовая температура положительная и составляет + 8,1 °С, средняя температура января −7,3 °С, июля +22,9 °С. Расчётная многолетняя норма осадков — 435 мм, наибольшее количество осадков выпадает в июне и декабре (по 47 мм), наименьшее в феврале (26 мм)
Часовой пояс
Советская, как и вся Ростовская область, находится в часовой зоне МСК (московское время). Смещение применяемого времени относительно UTC составляет +3:00.

### Улицы
| - пер. Буденного - пер. Веселый - пер. Восточный - пер. Калинина - пер. Кооперативный - пер. Красина - пер. Победы - пер. Подтелкова - пер. Фрунзе - пер. Чапаева | - ул. 33 Гвардейская - ул. 40 лет Октября - ул. 70 лет Октября - ул. В.Попова - ул. Гагарина - ул. Гоголя - ул. Д.Неживясовой - ул. Заречная | - ул. Кирова - ул. Колхозная - ул. Красноармейская - ул. Леваневского - ул. Лесхозная - ул. М.Горького - ул. Мартыненко - ул. Новая | - ул. Орджоникидзе - ул. Партизанская - ул. Пушкина - ул. Садовая - ул. Советская - ул. Чехова - ул. Ю.Горева - ул. Южная |

## Население
Динамика численности населения
| 1859 | 1873 | 1897 | 1915 | 1926 |
| ---- | ---- | ---- | ---- | ---- |
| 220  | 1140 | 2049 | 1146 | 1486 |

| 1939 | 1959  | 2002  | 2010  |
| ---- | ----- | ----- | ----- |
| 1784 | ↗2276 | ↗2296 | ↘2279 |

### Известные люди
Здесь родился Юрий Горев — начальник штаба гражданской обороны Республики Ингушетия, полковник (убит 10.11.1996 в станице Слепцовская при невыясненных обстоятельствах).
До 2000 года в слободе Чистяково проживал историк, краевед и создатель краеведческого музея Мальцев Иван Никитович.

## Достопримечательности
- В станице находятся руины церкви Покрова Пресвятой Богородицы[18], построенной и освященной в 1860 году. В 2016 году начаты работы по восстановлению храма.[19]
- Здесь находится памятник 33-й гвардейской Севастопольской ордена Суворова стрелковой дивизии[20], а также братская могила павших воинов ВОВ[21].